# Kay Rose
Kay Rose, född 1922 i New York, död 2002, var en amerikansk ljudredigerare. Hon blev den första kvinnan att vinna en Oscar för ljudredigering (Special Achievement Award (Sound Effects Editing)). Hon vann för sin insats i filmen Floden (1984).